# Aesalus saburoi
Aesalus saburoi là một loài bọ cánh cứng trong họ Lucanidae. Loài này được Araya Tanaka & Bartolozzi mô tả khoa học năm 1998.